# Szaitz Antal
Szaitz Antal (Kecskemét, 1799. március 30. – Eger, 1874. november 3.) római katolikus plébános.

## Élete
Tanulmányait Pesten, Kecskeméten és Egerben végezte. 1822. május 5-én pappá szentelték fel és segédlelkésznek nevezték ki Szihalomra, Apátfalvára. 1829-ben káptalani karkáplán és főszékesegyházi hitszónok lett. E hivatalában három évet töltött és ezután az Egri Érseki Tanítóképző hittanárává, hitszónokká, majd 1847-ben kispréposti káplánná, 1850-ben pedig egri plébánossá nevezte ki. Heves- és Külső-Szolnok vármegye táblabírája is volt. Mint címzetes kanonok, szentszéki ülnök és prépost halt meg .

## Munkái
- Egyházi beszéd, melyet nagytiszt. Vidasics Eduárd első szent miséje alkalmával Egerben, húsvét másodnapján, bőjtmás havának 31. 1834. tartott. Eger, 1834.
- Oratio funebris, in exequiis aug. et potent. Austriae imperatoris et regis hungariae apost… Francisci I. Ad moderatores et juventus lycei archiep. Agriensis kal. April 1836. parentaverunt… Uo. 1835.
- Gyászbeszéd, melyet József Antal János csász. s kir. főherczeg, Magyarország felejthetetlen nagy nádora üdvözült lelkéért az egri érseki lyceumban tartott gyászmise alkalmakor mondott. Uo. 1847.
- Nagybőjti szent beszédek, melyeket mondott és Nmtgú… Bartakovics Béla úrnak… 1865. máj. 28. ünnepelt aranymiséjének örök emlékére kiadatott. Uo. 1865.
- L. Annaeus Seneca két könyve, egyik a vigasztalásról, anyjához Helviához, másik a gondviselésről vagyis: miért történnek a jó férfiakkal rosszak, ha vagyon gondviselés. Uo. 1871.
- L. Annaeus Seneca öt könyve. Uo. 1873.